# Kukovecz Ákos
Kukovecz Ákos (1974) Lendület ösztöndíjas kémikus, anyagtudós.

## Tanulmányai
Középiskolai tanulmányait a szegedi Radnóti Miklós Kísérleti Gimnáziumban folytatta 1988–1992, majd tanulmányait a József Attila Tudományegyetemen (a mai Szegedi Tudományegyetemen) folytatta vegyész szakon. Egyetemi tanulmányai alatt, 1996–1997 között részt vett a Tempus csereprogramjában a hollandiai Utrechti Egyetemen. 1997-ben vegyészi diplomát, 2000-ben kémiai doktori fokozatot szerzett az SZTE-n. Posztdoktori anyagtudományi kutatómunkáját a Bécsi Egyetemen folytatta 2001–2003 között.

## Szakmai tevékenysége
Mutatómunkájának főbb témakörei: Szén nanocsövek szintézise, vizsgálata, módosítása, felhasználása; katalízis nanorészecskéken; pórusos nanokompozitok.
2000 óta oktat a Szegedi Tudományegyetemen. 2004-ben adjunktusi, 2008-ban docensi címet szerzett. Oktatási tevékenységének főbb témakörei: metallurgia, kerámia- és szilikáttechnológia, vegyipari művelettan, mikroszkópia, kémiai technológia, vegyipari baleseti esettanulmányok.
Több mint 120 független, lektorált közlemény, 9 szabadalom és 12 könyvfejezet társszerzője. A Nanopages folyóirat szerkesztője.
2012-ben a Lendület program keretében csoportot alapított „A fluidumok (gázok és folyadékok) és a nanorészecskékből álló makro- és mezoporózusos hálózatok kölcsönhatása” témában, „MTA-SZTE Lendület Pórusos Nanokompozitok Kutatócsoport” néven a Szegedi Tudományegyetemen.

## Díjai, elismerései
- Debreceni Egyetem Innovációs díj (2007)
- MTA Polányi díj, ifjúsági tagozat (2007)
- OTKA „A hónap kutatója” bemutatás (2010)
- Lendület ösztöndíj (2012)[6][7]